# Валерії
Валерії (лат. Valerii) — давньоримський патриціанський рід, сабінського походження, ім'я якого зустрічається ще в найдавніших легендах про утворення Римської держави. Його представники брали участь у всіх найважливіших подіях римської історії, і він проіснував до самого занепаду Римської імперії.

## Історія
Рід Валеріїв був одним з найдавніших та найславетніших в Римі. Своїм родочальником Валерії, за легендою, вважали Волеза (лат. Volesus чи Volusus), товариша Тита Тація (лат. Titus Tatius) і сучасника ромуловської епохи.
Один з нащадків Волеза, Публій Валерій, який пізніше отримав прізвисько Публікола (Поплікола), відіграв видатну роль в історії вигнання царів, та був обраний консулом у перший рік Республіки — 509 р. до н. е. З цього часу і до останніх днів Імперії, протягом приблизно тисячі років, це ім'я з більшою чи меншою частотою зустрічається в давньоримських літописах; його носили імператори Максімінус, Максіміанус, Максентій, Діоклетіан, Константій, Костянтин Великий та інші.
Рід Валеріїв користувався в Римі надзвичайною пошаною та привілеями. Будинок роду в Елеї був єдиним у Римі, чиї двері мали дозвіл відчинятися у бік вулиці. В цирку Максіма для них виділялося окреме місце, де стояв невеликий трон — почесть, надзвичайна серед римлян. Валеріям також дозволялося ховати своїх померлих в межах міських стін, що було привілеєм серед дуже обмеженої низки інших родів.
В давні часи Валерії були головними захисниками прав плебеїв, і закони, які вони пропонували у різні часи, були справжніми хартіями вольностей для незнатних верств населення.

## Гілки роду Валеріїв
За часів Республіки рід Валеріїв розділився на декілька відгалужень, які відрізнялись один від одного когноменами:
- Волузії
- Корви (Корвіни)
- Лавінії
- Максіми
- Мессали (Мессалли)
- Попліколи
- Фалькони
- Флакки

Найдавніши гілки Поплікол, Потітів і Волузіїв походять від Публія Валерія Попліколи, героя Ранньої Республіки. Інші гілки з'явилися лише в середині 4 ст. до н. е., почавшись з родин Корвів (лат. Corvus) чи Корвінів (лат. Corvinus), нащадків ще одного видатного консула з роду Валеріїв. Відома у імперському Римі родина Мессалів (або Мессаллів) була другорядним відгалуженням цієї родини. Походження гілки Флакків (лат. Flaccus) менш досліджене; перший консул з таким когноменом з'являється лише у 261 р. до н. е., але ще раніше, приблизно у 331 р. до н. е. подібне прізвисько — Флак (лат. Flacus) з одним «c» — носив один з представників родини Потітів. За часів Пізньої Республіки саме родини Мессалів і Флакків бул найбільш відомі та впливові.
Деякі гілки роду Валеріїв занепали і стали плебеями, як, наприклад, Валерії Тапони та Валерії Тріарії.

### Валерії Мессали
Серед усіх гілок роду Валеріїв були такі, що носили когномен Мессалла (Мессала). Походить він від прізвиська (агномена) Манія Валерія Максіма Корвіна, яке він отримав за зняття карфагенської облоги міста Мессани в Сицилії у другий рік Першої Пунічної війни (263 р. до н. е.)
В літописах родина Мессалів вперше з'являється в 263 р. до н. е., а востаннє — в 506 р. За цей майже восьмисотрічний термін з неї вийшли 22 консули і 3 цензори.
Когномен Мессалла, що частіше пишеться як Мессала, з'являється з агноменами Барбат (лат. Barbatus), Нігер (лат. Niger) чи Руф (лат. Rufus), з [[Давньоримські імена#Номен|номенами Еннодій (лат. Ennodius), Пакат (лат. Pacatus), Сілій (лат. Silius), Тразія Пріск (лат. Thrasia Priscus) чи Віпстан (лат. Vipstanus), та з преноменами Потіт (лат. Potitus) і Волезій (лат. Volesus).

## Відомі представники роду

### РанняРимська республіка
- Публій Валерій Поплікола (лат. Publius Valerius Publicola) — консул-суффект 509 р. до н. е. (перший рік Республіки), консул 508, 507, 504 рр. до н. е. За його пропозицією був прийнятий так званий «Lex Valeria de provocatione», тобто закон, за яким кожен громадянин, у межах міста, мав право апелювати на вирішення консула перед народними зборами. На знак того, що віднині консулу не належить більше право верховного суду, Публій Валерій постановив, щоб ліктори у межах міста носили лише жмути очерету (фасції), без секіри. Легенда додає, що той же Публій Валерій. аби відвернути від себе будь-яку підозру в прагненні до тиранії, наказав зрити свій будинок, який по будові нагадував палац, і наказав лікторам схиляти фасції перед верховною владою народу (populus), корінних римських громадян.
- Марк Валерій Волузій (лат. Marcus Valerius Volusi f. Volusus) — консул у 505 р. до н. е.
- Марк Валерій Максім (лат. Marcus Valerius Maximus) — диктатор 494 р. до н. е. Встиг переконати народ, який відмовлявся від воєнної служби, у необхідності формування війська, що було врешті набрано і під його проводом отримало перемогу. Коли плебеї відійшли на Священну гору (уперше), внаслідок відмови сената виконати дані диктатором обіцянки щодо справ внутрішнього управління, Марк Валерій успішно прийняв на себе роль примирника. У віддяку за це він отримав прізвисько Maximus (Великий).
- Луцій Валерій Потіт (Публікола) (лат. Lucius Valerius M.f. Potitus (Publicola)) — консул у 483 і 470 рр. до н. е.
- Публій Валерій Поплікола (Publius Valerius P.f. Poplicola) — консул у 475 і 460 рр. до н. е. Спонукав незадоволений народ до відбиття нападу сабінян на Капітолій, але сам загинув під його стінами.
- Марк Валерій Максім Лактука (лат. Marcus Valerius M'.f. Maximus Lactuca) — консул в 456 р. до н. е.
- Луцій Валерій Потіт (лат. Lucius Valerius Potitus) — консул 449 р. до н. е. Під час другого відходу на Священну гору плебеїв, що не бажали далі терпіти свавілля децемвирів, проводив переговори з незадоволеними. Разом з Марком Горацієм, Луцій переконав плебеїв повернутися до Риму. Разом з тим же Марком Горацієм він сприяв виданню «Leges Valeriae Horatiae», за яким відновлювався закон про провокацію, відновлювався трибунат і рішення коміцій по трибам набирали обов'язкової сили для патриціїв. Задоволених цими законами плебеїв Луцій повів проти еквів та вольсків та отримав перемогу.
- Гай Валерій Потіт (лат. Gaius Valerius Potitus) — консул-трибун у 415 р. до н. е.
- Луцій Валерій Потіт (лат. Lucius Valerius Potitus) — консул-трибун в 414 р. до н. е.
- Гай Валерій Потіт Волузій (лат. Gaius Valerius L.f. Potitus Volusus) — консул у 410 р. до н. е.
- Луцій Валерій Потіт (лат. Lucius Valerius L.f. Potitus) — консул у 393, 392, 390 рр до н. е., можливо, консул-трибун у 391 р. до н. е.; можливо, одна особа з людиною, що займала посаду консула-трибуна в 379 р. до н. е. у п'ятий термін.
- Луцій Валерій Публікола (лат. Lucius Valerius Publicola) — консул-трибун у 388 р. до н. е.
- Тіт Валерій (лат. Titus Valerius) — консул-трибун у 385-382 рр. до н. е.
- Луцій Валерій (лат. Lucius Valerius) — консул-трибун у 379 р. н. е.; можливо одна особа з Луцієм Валерієм Потітом, чотириразовим консулом; за даними літописів, людина, яка займала цю посаду, обиралася консулом вп'яте.
- Публій Валерій (лат. Publius Valerius) — консул-трибун в 379 р. до н. е. (втретє) та в 376 р. до н. е. (вчетверте)
- Гай Валерій (лат. Gaius Valerius) — консул-трибун в 374 р. до н. е.
- Публій Валерій (лат. Publius Valerius) — консул-трибун в 374 р. до н. е.
- Марк Валерій Поплікола (лат. Marcus Valerius L.f. Poplicola) — консул у 355 і 353 рр. до н. е.
- Публій Валерій Поплікола (лат. Publius Valerius P.f. Poplicola) — консул у 352 р. до н. е.
- Марк Валерій Корв (лат. Marcus Valerius Corvus) — шестиразовий консул (348, 346, 343, 335, 300, 299 рр. до н. е.), диктатор в 301 р. до н. е. За легендою, що пояснює його прізвисько Corvus (ворон), переміг у двобої богатирського галла за допомогою ворона, який сідав під час поєдинку йому на шолом. В 348 р. до н. е. він, у віці 23 років, вже був консулом; в 346 р. до н. е. вибраний на цю посаду вдруге, в 343 р. до н. е. — втретє. В цьому році Марк Валерій переміг самнітів, а в 335 р. до н. е., під час свого четвертого консульства, завоював Калес в Кампанії. В 301 р. до н. е. Марк Валерій, якого було обрано диктатором, розбив марсів та етрусків, а в наступному, 300 р. до н. е. відновив та затвердив «Lex Valeria de provocatione» — закон, що залишився від Публія Валерія Попліколи. Вшосте раз Марк Валерій був консулом у 299 р. до н. е., коли загрожувала спалахнути війна з етрусками. Після цього консульства він відмовився від подальшої громадської діяльності.
- Гай Валерій Потіт (Флак) (лат. Gaius Valerius L.f. Potitus (Flacus)) — консул у 331 р. до н. е., імовірно — засновник гілки Валеріїв Флакків
- Марк Валерій Максім Корвін (Коррін) (лат. Marcus Valerius M.f. Maximus Corvinus (Corrinus?)) — консул у 312, 289 рр. до н. е.; можливо, був консулом у 300 р. до н. е. та консулом-суффектом в 299 р. до н. е.; був також диктатором в 301 р. до н. е. (третій рік Диктатури)
- Марк Валерій Максім Рулліан (лат. Marcus Valerius Maximus Rullianus) — диктатор у 301 р. до н. е. (четвертий рік Диктатури)

### СередняРимська республіка
- Марк Валерій Максім (Потіт) (лат. Marcus Valerius Maximus (Potitus?)) — консул у 286 р. до н. е.
- Публій Валерій Левін (лат. Publius Valerius Laevinus) — консул у 280 р. до н. е.
- Марк Валерій Максім Корвін Мессала (лат. Manius Valerius Maximus Corvinus Messalla) — консул 263 р до н. е. За свого консульства, отримав у першій Пунічній війні рішучу перемогу над об'єднаними силами Карфагену і Сиракуз поблизу Мессани, звідки він і отримав своє прізвисько «Мессала». Потім він спонукав царя Гієрона Сиракузького до укладення миру і навіть союзу з Римом. Битву поблизу Мессали Марк Валерій наказав зобразити в картині на стіні Гостилієвої курії (перші фрески в Римі)
- Луцій Валерій Флакк (лат. Lucius Valerius M.f. Flaccus) — консул у 261 р. до н. е., перший з декількох консулів, які носили когномен Флакк, тобто «бездіяльний, млявий»
- Квінт Валерій Фальтон (лат. Quintus Valerius Q.f. Falto) — консул у 239 р. до н. е.
- Публій Валерій Фальтон (лат. Publius Valerius Q.f. Falto) — консул у 238 р. до н. е.
- Публій Валерій Флакк (лат. Publius Valerius L.f. Flaccus) — консул у 227 р. до н. е.
- Марк Валерій Максім Мессала (лат. Marcus Valerius M'.f. Maximus Messala) — консул у 226 р. до н. е.
- Марк Валерій Левін (лат. Marcus Valerius Laevinus) — консул 210 р. до н. е. Під час Другої Пунічної війни він, будучи консулом, завершив повторне завоювання Сицилії, розпочате ще Марцеллом.
- Луцій Валерій Флакк (консул 195 р. до н. е.) — консул 195 р. до н. е., цензор у 183 р. до н. е. був покровителем, а потім другом та однодумцем Катона Старшого.
- Марк Валерій Мессалла (лат. Marcus Valerius M.f. Messalla) — консул у 188 р. до н. е.
- Гай Валерій Левін (лат. Gaius Valerius M.f. Laevinus) — консул-суффект у 176 р. до н. е.
- Марк Валерій Мессалла (лат. Marcus Valerius Messalla) — консул у 161 р. до н. е.
- Луцій Валерій Флакк (лат. Lucius Valerius Flaccus) — консул у 152 р. до н. е.

### ПізняРимська республіка
- Луцій Валерій Флакк (лат. Lucius Valerius Flaccus) — консул у 131 р. до н. е.
- Луцій Валерій Флакк (лат. Lucius Valerius Flaccus) — консул у 100 р. до н. е. і принцепс сенату у 86 р. до н. е.
- Гай Валерій Флакк (лат. Gaius Valerius Flaccus) — консул у 93 р. до н. е.
- Валерій Едіт (лат. Valerius Aedituus) — поет приблизно 100-х рр. до н. е.
- Квінт Валерій Соран (лат. Quintus Valerius Soranus) — вчений, поет і трибун. Страчений у 82 р. до н. е. за оприлюднення таємної назви Риму.
- Луцій Валерій Флакк (лат. Lucius Valerius Flaccus) — партизан Марія, та, після його смерті, консул-суффект разом з Цинною. Мав вести в Азії війну, з однієї сторони, з Мітрідатом, з другої — з Суллою, але у 85 р. до н. е. був вбитий власним легатом, Флавієм Фімбрією.
- Луцій Валерії Флакк (лат. Lucius Valerius Flaccus) — син попереднього, в 63 р. до н. е., будучи претором, підтримував, при викритті заколоту Катіліни, Цицерона, який у своїй промові, що збереглася до сьогодення, в свою чергу захищав Луція Валерія від звинувачень у хабарництві під час управління римською провінцією Азією.
- Валерій Антій (лат. Valerius Antias) — історик, що жив за часів Сулли, написав літопис, який в 75 книгах вміщував історію Риму, від заснування міста до його часу. Але історичні дати у праці Валерія Антія настільки переплутані, та здебільшого тільки для звеличення роду Валеріїв, що ця праця не могла не мати поганого впливу на всю римську історіографію, бо і Лівій, і Діонісій користувалися цим літописом. Уривки з нього видані Петером в «Historicorum Romanorum fragmenta» (Лейпциг, 1883) та «Historicorum Romanorum reliquiae» (т. 1, Лейпциг, 1870).
- Валерія Мессала (лат. Valeria Messala) — четверта дружина і вдова диктатора Сулли
- Марк Валерій Мессалла Нігер (лат. Marcus Valerius Messalla Niger) — консул 61 р. до н. е., цензор, 55 р. до н. е.
- Квінт Валерій Орка (лат. Quintus Valerius Orca) — претор у 57 р. до н. е. та офіцер під командуванням Юлія Цезаря під час громадянської війни
- Гай Валерій Катулл (лат. Gaius Valerius Catullus) — поет (50-ті рр. до н. е.)
- Марк Валерій Мессалла Руф (лат. Marcus Valerius Messalla Rufus) — консул 53 р. до н. е.
- Марк Валерій Мессалла (лат. Marcus Valerius Messalla) — консул-суффект 32 р. до н. е.
- Марк Валерій Мессалла Корвін (лат. Marcus Valerius Messalla Corvinus) — відомий політик і оратор, консул 31 р. до н. е.
- Потіт Валерій Мессала (лат. Potitus Valerius Messala)- консул-суффект 29 р. до н. е.
- Публій Валерій Катон (лат. Publius Valerius Cato) — вчений і поет 1 століття до н. е.

### РанняРимська імперія
- Марк Валерій Мессала Аппіан (лат. Marcus Valerius Messalla Appianus) — консул 12 р. до н. е., уроджений Гай Клавдій Пульхр, всиновлений Марком Валерієм Мессалою, суффектом 32 р. до н. е.
- Марк Валерій Мессалла Мессаллін (лат. Marcus Valerius Messalla Messallinus) — консул 3 р. до н. е.
- Валерій Максім (лат. Valerius Maximus) — історик 1 ст.
- Луцій Валерій Мессалла Волезій (лат. Lucius Valerius Messalla Volesus) — можливо, консул у 5 р.
- Марк Валерій Мессала Барбат (лат. Marcus Valerius Messalla Barbatus)- консул 20 р. батько Мессаліни, чоловік Доміції Лепіди
- Валерій Азіатик (лат. Decimus Valerius Asiaticus) — консул 35 р., 46 р., уродженець Галлії. Спочатку був улюбленцем Калігули і в 41 р. домігся консульства, але потім, жорстоко ображений імператором, сприяв його вбивству. Користувався також прихильністю Клавдія і в 46 р. знову був консулом, але, будучи дуже багатим (він навіть володів пишними салами Лукулла), став жертвою корисливості Мессаліни.
- Валерія Мессаліна (лат. Valeria Messalina) — третя дружина імператора Клавдія
- Марк Валерій Мессала Корвін (лат. Marcus Valerius Messalla Corvinus) — консул 58 р.
- Потіт Валерій Корв Руф Сулла (лат. Potitus Valerius Corvus Rufus Sulla) — консул у 100 р.
- Вольс Валерій Вал Сулла Валеріан (лат. Volsus Valerius Valus Sulla Valerianus) — претор у 132 р.
- Поплікола Валерій Сулла Фелікс (лат. Poplicola Valerius Sulla Felix)
- Філіп Валерій Сулла Фелікс (лат. Phillipus Valerius Sulla Felix)
- Філіп Валерій Сулла Фелікс Кассіан (лат. Phillipus Valerius Sulla Felix Cassianus) — консул у 193 р.
- Марк Валерій Мартіал (Марціал) (лат. Marcus Valerius Martialis (Martial)) — поет у 1 ст.
- Гай Кальпетан Рантій Квіріналіс Валерій Фест (лат. Gaius Calpetanus Rantius Quirinalis Valerius Festus) — консул-суффект у 71 р.
- Гай Валерій Флакк (лат. Gaius Valerius Flaccus) — поет у 1 ст.
- Луцій Валерій Ліцініан (лат. Lucius Valerius Licinianus) — адвокат у 1 ст.
- Валерій Проб (лат. Valerius Probus) — грамматик у 1 ст.
- Марк Валерій Брадуа Маврік (лат. Marcus Valerius Bradua Mauricus) — консул у 191 р.
- Луцій Валерій Мессалла Тразея Пріск (лат. Lucius Valerius Messalla Thrasea Priscus) — консул у 196 р.
- Луцій Валерій Мессалла Аполлінар (лат. Lucius Valerius Messalla Apollinaris) — консул у 214 р.
- Публій Валерій Комазон Евтихіан (лат. Publius Valerius Comazon Eutychianus) — консул у 220 р.
- Луцій Валерій Максім (лат. Lucius Valerius Maximus) — консул у 233 р.
- Валерій Максім (лат. Valerius Maximus) — консул у 253 р.
- Луцій Валерій Максім (лат. Lucius Valerius Maximus) — консул у 256 р.

### ПізняРимська імперія
- Цезар Марк Аврелій Валерій Клавдій Август (Клавдій ІІ) (лат. Caesar Marcus Aurelius Valerius Claudius Augustus (Claudius II)) — римський імператор
- Цезар Гай Аврелій Валерій Діоклетіан Август (Діоклетіан) (лат. Caesar Gaius Aurelius Valerius Diocletianus Augustus (Diocletian)) — римський імператор
- Цезар Марк Аврелій Валерій Максиміан Август (Максиміан) (лат. Caesar Marcus Aurelius Valerius Maximianus Augustus (Maximian)) — римський імператор
- Гай Галерій Валерій Максиміан Цезар (Галерій) (лат. Gaius Galerius Valerius Maximianus Caesar (Galerius)) — імператор
- Флавій Валерій Костянтин Цезар (Костянтин Хлор) (лат. Flavius Valerius Constantinus Caesar (Constantius Chlorus)) — імператор
- Флавій Валерій Север (лат. Flavius Valerius Severus) — імператор, що жив недовго, приблизно на початку 4 ст
- Марк Аврелій Валерій Максентій (Максенцій) (лат. Marcus Aurelius Valerius Maxentius (Maxentius)) — імператор у 306–312 рр.
- Марк Валерій Ромул (лат. Marcus Valerius Romulus) — консул у 309 р.
- Флавій Юлій Валерій Крісп (Крісп) (лат. Flavius Julius Valerius Crispus (Crispus)) — імператор
- Флавій Галерій Валерій Ліциніан Ліциній (Ліциній) (лат. Flavius Galerius Valerius Licinianus Licinius (Licinius)) — імператор
- Цезар Флавій Валерій Костянтин Август (Костянтин І) (лат. Caesar Flauius Valerius Constantinus Augustus (Constantine I)) — імператор
- Цезар Галерій Максимін Август (Максимін) (лат. Caesar Galerius Valerius Maximinus Augustus (Maximinus)) — імператор
- Юлій Валерій Александр Полемій (лат. Julius Valerius Alexander Polemius) — вчений у 4 ст.
- Юлій Валерій Майоріан (лат. Julius Valerius Majorianus (Majorian)) — імператор у 457–461 рр.
- Валерій Мессалла (лат. Valerius Messalla) — префект преторія за Феодосія І та Гонорія (до 403 р.). Був другом молодшого Сіммаха та одним з останніх представників язичництва серед римської аристократії.